# Distrito electoral de Point (Illinois)
Point (en inglés: Point Precinct) es un distrito electoral ubicado en el condado de Calhoun en el estado estadounidense de Illinois. En el Censo de 2010 tenía una población de 1066 habitantes y una densidad poblacional de 7,46 personas por km².

## Geografía
Según la Oficina del Censo de los Estados Unidos, tiene una superficie total de 142.93 km², de la cual 120.24 km² corresponden a tierra firme y (15.87%) 22.69 km² es agua.

## Demografía
Según el censo de 2010, había 1066 personas residiendo en Point. La densidad de población era de 7,46 hab./km². De los 1066 habitantes, Point estaba compuesto por el 99.06% blancos, el 0% eran afroamericanos, el 0% eran amerindios, el 0% eran asiáticos, el 0% eran isleños del Pacífico, el 0.38% eran de otras razas y el 0.56% pertenecían a dos o más razas. Del total de la población el 1.5% eran hispanos o latinos de cualquier raza.